# Come Swing with Me!
Come Swing with Me! è un album del crooner statunitense Frank Sinatra, pubblicato nel 1961 dalla Capitol Records.

## Il disco
Anche se Sinatra aveva già fondato la sua etichetta, la Reprise Records, e pubblicato un disco (Ring-a-ding-ding!) sotto di essa, il suo contratto con la Capitol Records non era ancora scaduto, e in effetti l'album risulta un po' frettoloso e poco curato.
Con questo album Sinatra continuò la politica musicale di riadattare grandi successi del passato, scegliendo dodici canzoni.
L'album fu arrangiato da Billy May e Heinie Beau.

## Tracce

### Lato A
1. Day By Day – 2:39 - (Stordhal, Weston, Cahn)
2. Sentimental Journey – 3:26 - (Brown, Homer, Green)
3. Almost Like Being in Love – 2:02 - (Loewe, Lerner)
4. Five Minutes More – 2:36 - (Cahn, Styne)
5. American Beauty Rose – 2:22 - (David, Evans, Altman)
6. Yes Indeed! – 2:35 - (Oliver)

### Lato B
1. On the Sunny Side of the Street – 2:42 - (Fields, McHugh)
2. Don't Take Your Love from Me – 1:59 - (Nemo)
3. That Old Black Magic – 4:05 - (Mercer, Arlen)
4. Lover – 1:53 - (Hart, Rodgers)
5. Paper Doll – 2:08 - (Black)
6. I've Heard That Song Before – 2:33 - (Cahn, Styne)

### Tracce aggiunte successivamente
1. I Love You – 2:28 - (Thompson, Archer)
2. Why Should I Cry Over You – 2:42 - (Miller, Conn)
3. How Could You Do a Thing Like That to Me - 2:44 - (Glenn, Roberts)
4. River, Stay 'Way From My Door – 2:38 - (Woods, Dixon)
5. I Gotta Right to Sing the Blues – 2:59 - (Koehler, Arlen)

## Musicisti
- Frank Sinatra - voce;
- Billy May - arrangiamenti;
- Heine Beau - arrangiamenti.